# Быстрица (Ивано-Франковская область)
Бы́стрица (укр. Би́стриця) — село в Поляницкой сельской общине Надворнянского района Ивано-Франковской области Украины.
Население по переписи 2001 года составляло 1068 человек. Занимает площадь 2,1 км². Почтовый индекс — 78436. Телефонный код — 3475.

## История
В 1946 году указом ПВС УССР село Рафайлова переименовано в Быстрицу.

## Галерея

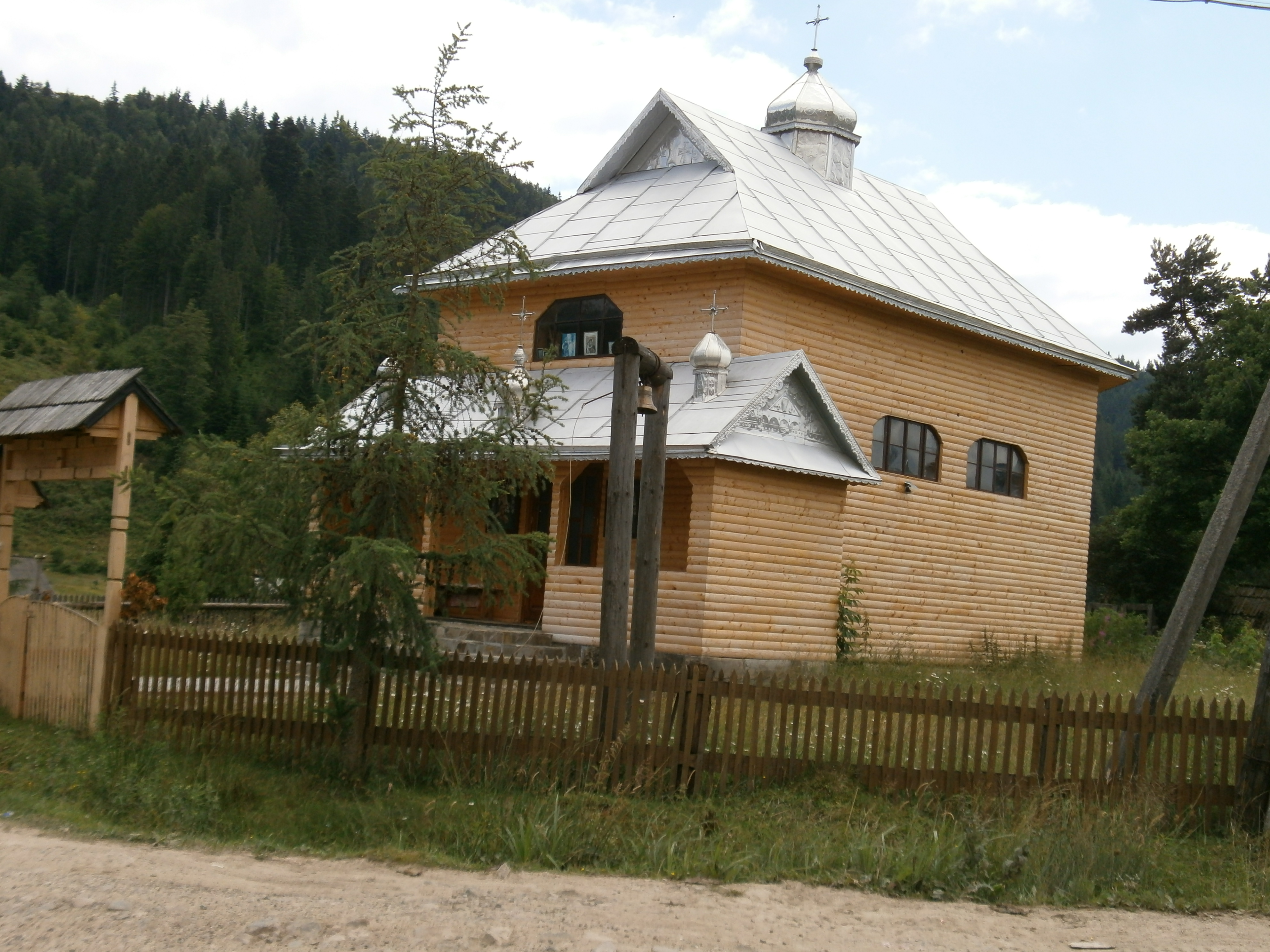
Греко-католическая церковь
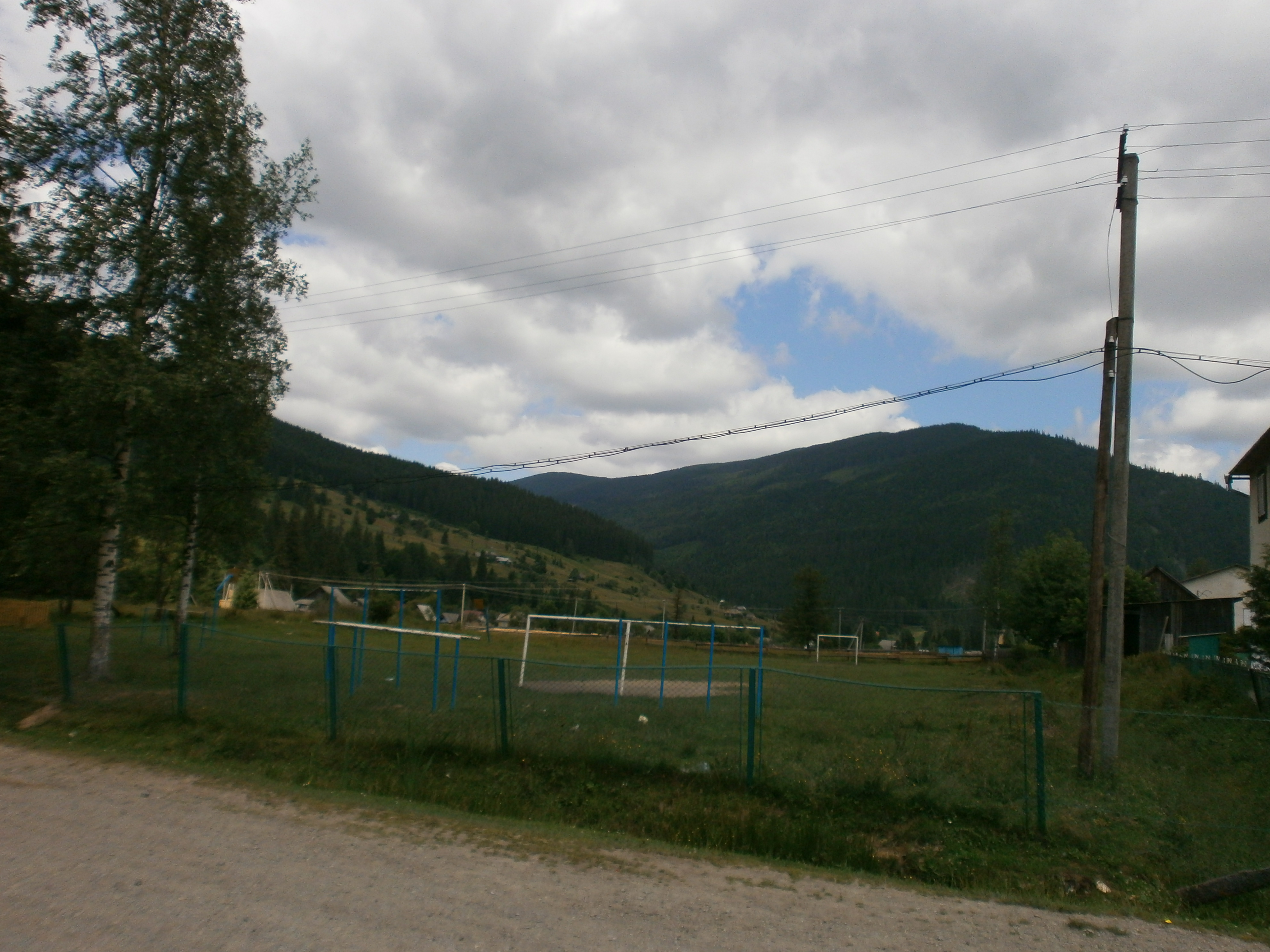
Футбольное поле вблизи автобусной остановки
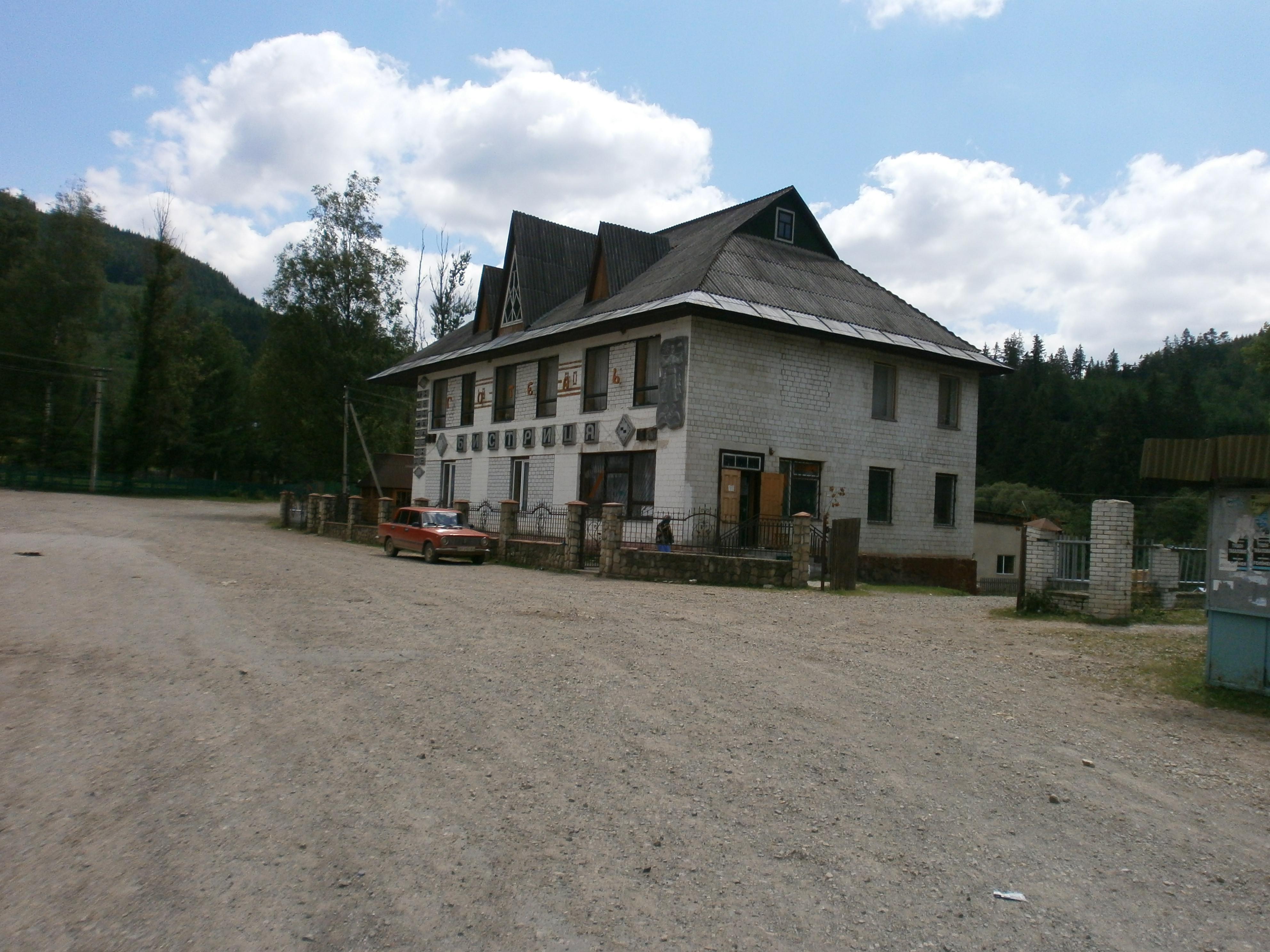
Магазин «Бистриця» вблизи автобусной остановки
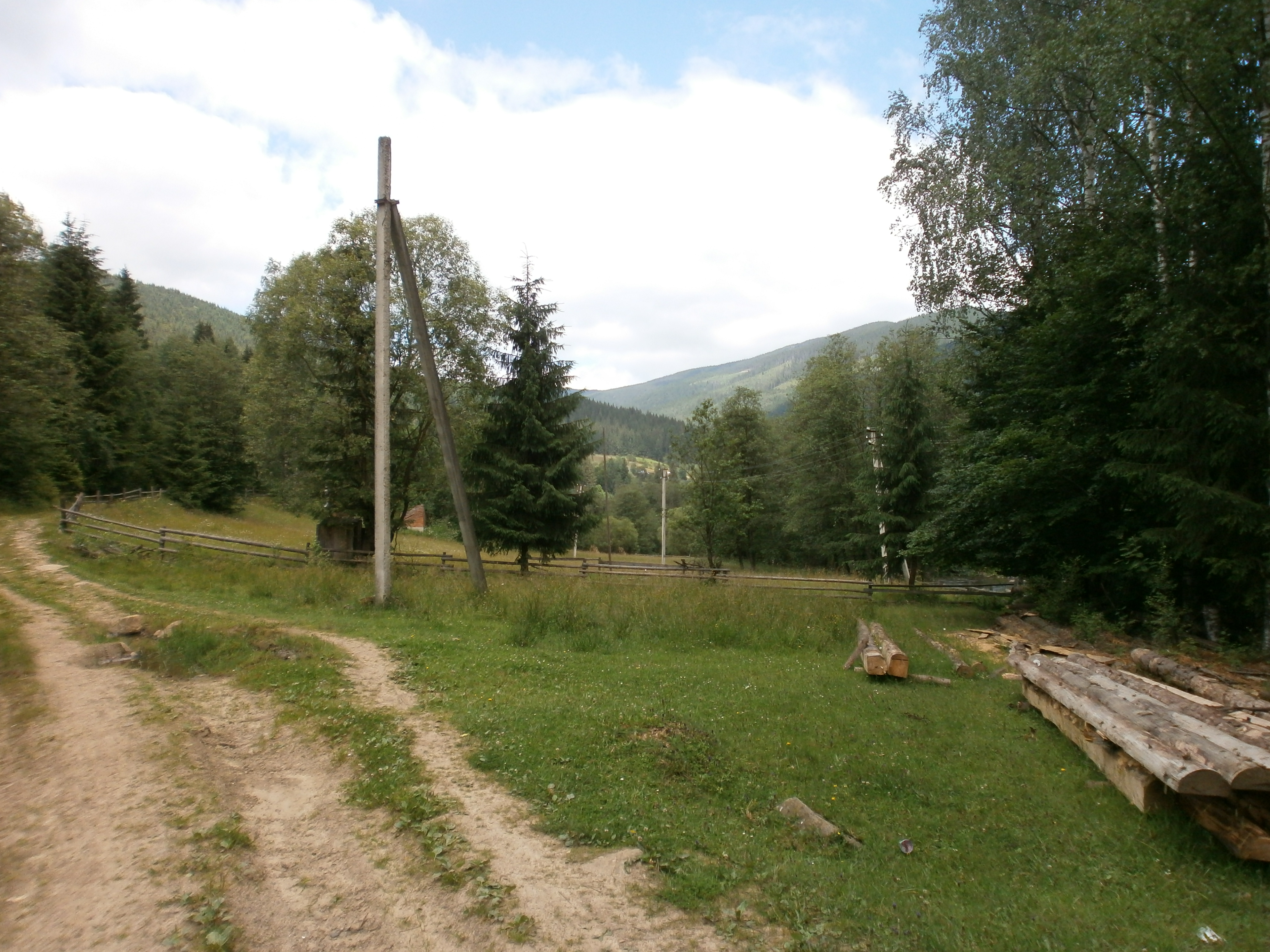
Вид на горы